# ボタン型電池

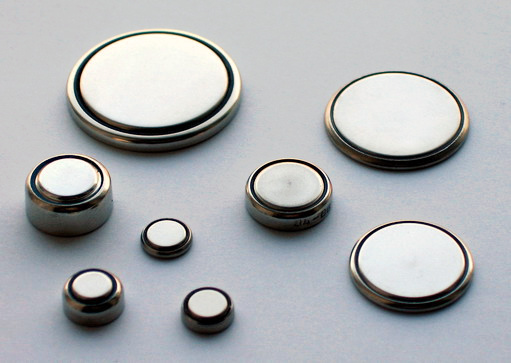
ボタン型電池

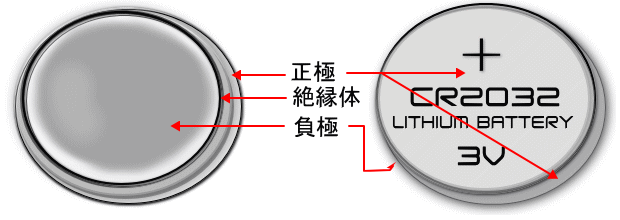
ボタン型電池（CR-2032）の構造

ボタン型電池（ボタンがたでんち）は、電池の形状による分類の一つで、ボタン型のもの。コイン型電池、マメ電池ともいう。直径が小さく厚めのものをボタン型、直径が大きく薄いものをコイン型と区別することもある。

## 概要
ボタン型電池の多くは一次電池である。一次電池のものは乾電池の一種だが、通常乾電池とは呼ばず、大きく細長い通常の乾電池と区別される。
ボタン型電池は、形状や電圧が規格化されている。大きさはきわめて小さい。丸く、薄いものが多いが、リード線や基板に取り付けるための足がついているものもある。内部構造はリチウム電池、アルカリマンガン電池、酸化銀電池、空気亜鉛電池、水銀電池などがあるが、水銀電池は安全性の観点からあまり用いられなくなってきている。リチウム電池は3ボルトの初期起電力を持つ。
ボタン電池は小型であるがゆえに電源の容量が通常の乾電池などに比べて小さいため、消費電力が小さく、外部電源とは独立した状態で電源を必要とする製品に用いられ、とりわけ小型の製品に多く用いられる。PCなどで動作する時計や各種機器（特にBIOS）のバックアップメモリのデータ保持などの電源にも使用されている。
ボタン型二次電池は、自身で充電機能を持つ小型機器に使われている。単独で店頭では販売されず（部品として単独で入手できるものはある）、専用の充電器も存在しない。
NECのPC-9801、PC-9821シリーズのバックアップ電池は大半の機種が二次電池（VL2330またはML2430）のため、20年以上たった現在でもノーメンテナンスで稼動可能な要因のひとつとなっている。
用途は多岐に渡り、時計、電卓、小型電子ゲーム、ICタグ、ICカード、各種メモリーバックアップ、電子体温計、キーレスエントリー（車載用機器）、電子手帳（PDA）、LEDライトなど、様々な小型機器に用いられている。

## 規格

### 規格名
ボタン型電池の規格は、[層数][電池系][形状][寸法]であらわされる。例としては、LR44、CR2032などである。
層数は、積層電池（内部で複数の電池が直列につながれている電池）のみ、内部の電池の数を表す数字がつく。単電池は何も付けない。
電池系は、化学構造をあらわす。ボタン電池に使われるのは次のとおり。
|          | 記号 | 電池系                     | 陽極               | 電解液                       | 負極         | 公称電圧 （ボルト） |
| -------- | ---- | -------------------------- | ------------------ | ---------------------------- | ------------ | ------------------- |
| 一次電池 | B    | フッ化黒鉛リチウム電池     | フッ化黒鉛         | 非水系有機電解液             | リチウム     | 3.0                 |
| 一次電池 | C    | 二酸化マンガンリチウム電池 | 二酸化マンガン     | 非水系有機電解液             | リチウム     | 3.0                 |
| 一次電池 | G    | 酸化銅リチウム電池         | 酸化銅（II）       | 非水系有機電解液             | リチウム     | 1.5                 |
| 一次電池 | L    | アルカリマンガン電池       | 二酸化マンガン     | アルカリ水溶液               | 亜鉛         | 1.5                 |
| 一次電池 | M    | 水銀電池                   | 酸化水銀（II）     | 酸化亜鉛の水酸化カリウム溶液 | 亜鉛         | 1.35                |
| 一次電池 | P    | 空気亜鉛電池               | 酸素               | アルカリ水溶液               | 亜鉛         | 1.4                 |
| 一次電池 | S    | 酸化銀電池                 | 酸化銀（I）        | アルカリ水溶液               | 亜鉛         | 1.55                |
| 二次電池 | H    | ニッケル・水素充電池       | 酸化ニッケル（II） | アルカリ水溶液               | 水素吸蔵合金 | 1.2                 |

形状は、ボタン型電池では常にR（円形）である。
寸法は、基本的には直径（ミリメートル単位）と厚み（0.1ミリメートル単位）であらわす。例えば、CR2032は、直径20ミリメートル、厚さ3.2ミリメートルである。
固有の記号が定められている寸法もある。ボタン電池のものは以下のとおり。
| 記号 | 直径 | 厚み |
| ---- | ---- | ---- |
| R41  | 7.9  | 3.6  |
| R43  | 11.6 | 4.2  |
| R44  | 11.6 | 5.4  |
| R48  | 7.9  | 5.4  |
| R54  | 11.6 | 3.05 |
| R55  | 11.6 | 2.05 |
| R70  | 5.8  | 3.6  |

### 規格の例
- CR927
- CR1025
- CR1216, CR1220

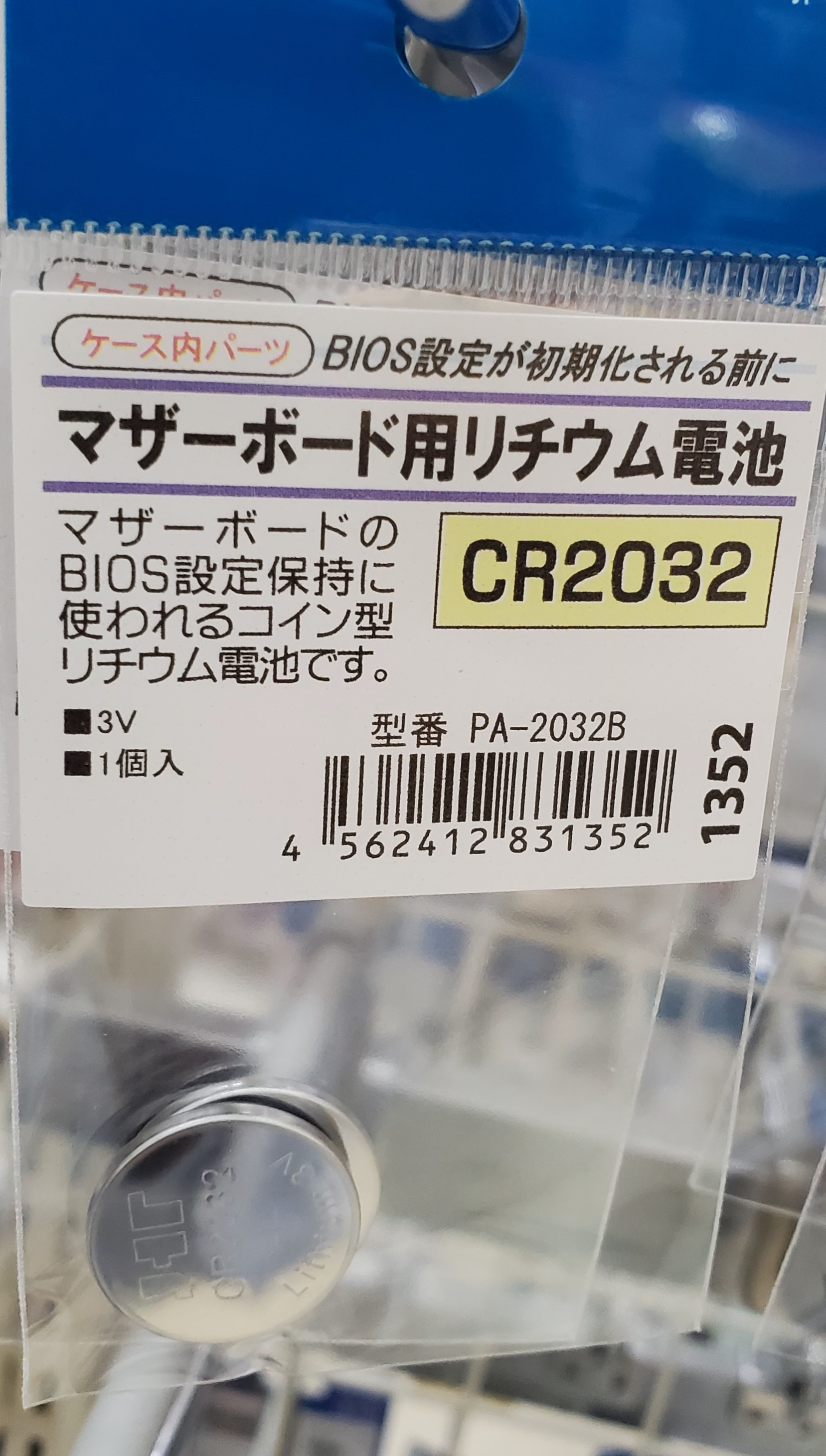
AINEX CR2032

- CR1616, CR1620, CR1632
- CR2012, CR2016, CR2025, CR2032
- CR2320, CR2330, CR2354
- CR2450, CR2477
- CR3032
- BR1216, BR1225
- BR2020, BR2032
- BR2320, BR2325
- BR3032
- LR41
- LR43
- LR44
- LR1120, LR1130
- 4LR44
- PR41
- PR44
- PR48
- PR521
- PR536
- PR1662
- PR2330
- SR41
- SR43
- SR44
- SR626
- SR1120, SR1130
- 4SR44

## 回収（リサイクル）
ボタン電池は、銀などの貴重資源が含まれている。このため、リチウム電池（CR・BR）を除くボタン電池は、回収（リサイクル）を目的として店舗等に設置されている回収缶（箱）で回収されている。店舗としては家電量販店やホームセンターがある。
ボタン電池には性能・品質の理由から現在もなお、有害な水銀が微量に用いられている電池が存在し、この点からも、電池工業会が専用の缶を用意してボタン電池回収に取り組んでいる。
廃棄前には上下の部分にテープを貼って絶縁しなけらばならない。
回収缶（箱）を設置している店舗、施設等は、一般社団法人電池工業会の運営するボタン電池回収サイトで検索できる。

## 注意事項
コイン電池による発火の事例がいくつか存在し、保存時はすべての電池にテープを貼るなどして絶縁する必要がある。また、ネックレスやヘアピンなど他の金属製品との保存も短絡の発生を防ぐためには避けるべきである。ボタン電池の使用を誤って火災に至ったとされる事例として、2018年（平成30年）11月28日で大阪府吹田市のホームセンターで発生した火災では盗難防止タグや使用済みのボタン電池が複数同じ袋に入れられ、それらの電極の接触による短絡電流で出火した疑いがある。
一方で、乳幼児がボタン電池を誤飲する事例も報告されており、メーカー側では容易に開封できないパッケージを製造するようガイドライン化されている。

## 安全性について

### 想定されるリスクについて
コイン形リチウム一次電池やボタン形アルカリ電池などの小形電池は、小さな子供が興味を持ちやすく、口に入れて飲み込んでしまうこともある。しかし、誤った取り扱いをすると人体に重大な損傷を与える可能性がある。飲み込まれた電池は、粘液や唾液などの体液と反応して回路を形成し、人体の組織を溶かしてしまうのに十分な強さのアルカリ成分を発生させる。それによって化学やけどや粘膜組織の損傷、重症例では、食道と気管の間にあいた穴が貫通し、最悪の場合に死に至る。

### JIS規格の規定内容と図記号について

Keep-out-of-reach-of-children

JIS 規格では、電池の取扱いの安全性に関する注意事項及びそれを表示することが規定されている。例えば「JIS C8513（リチウム一次電池の安全性）」では、「7.2 電池取扱いの安全性に関する注意事項」として、「電池は、乳幼児の手の届かないところに置く」と記載されており、乳幼児が飲み込む可能性がある小さな電池は乳幼児の手の届かないところに置くこと、電池を飲み込んだ場合には直ちに医師に連絡し、指示を受けることが記載されている。さらに、大人が監視していないところで、子供に電池の交換をさせないことも記載されている。この安全図記号は“電池は、乳幼児の手の届かないところに置く”という注意喚起を保護者に行うことを目的としている。